# Graciella circulum
Graciella circulum är en skalbaggsart som beskrevs av Báguena 1952. Graciella circulum ingår i släktet Graciella och familjen långhorningar. Inga underarter finns listade i Catalogue of Life.